# Semovente da 75/46
Semovente da 75/46, она же StuG M43 75/46 854(i) — выпускавшаяся концерном FIAT-«Ансальдо» в Итальянской социальной республике по заказу немецкой оккупационной администрации самоходная артиллерийская установка (САУ) класса истребитель танков, лёгкая по массе. Создана в 1944 году на базе Scafo M43, по конструкции за исключением вооружения идентична САУ Semovente da 105/25, которая использовала то же шасси. Стимулом для создания стала недостаточная огневая мощь ранее выпускавшихся САУ Semovente da 75/34 против тяжелобронированных образцов англоамериканской бронетехники. Поэтому вместо 105-мм орудия в броневую рубку установили итальянскую зенитную пушку Cannone da 75/46, адаптированную под использование немецких боеприпасов от 75-мм противотанковой пушки Pak 40. В 1944 году было выпущено 7 машин и еще 4 сдали в начале 1945 года. САУ Semovente da 75/46 использовались только немецкими войсками, подробности их боевой службы неизвестны.